# Disco Dancer
 (octobre 2013).
Si vous disposez d'ouvrages ou d'articles de référence ou si vous connaissez des sites web de qualité traitant du thème abordé ici, merci de compléter l'article en donnant les références utiles à sa vérifiabilité et en les liant à la section « Notes et références ».

Disco Dancer est un film indien réalisé par Babbar Subhash et sorti en 1982. Film en langue hindi, il met en vedette l'acteur Mithun Chakraborty dans le rôle principal et Rajesh Khanna dans une apparition spéciale.  

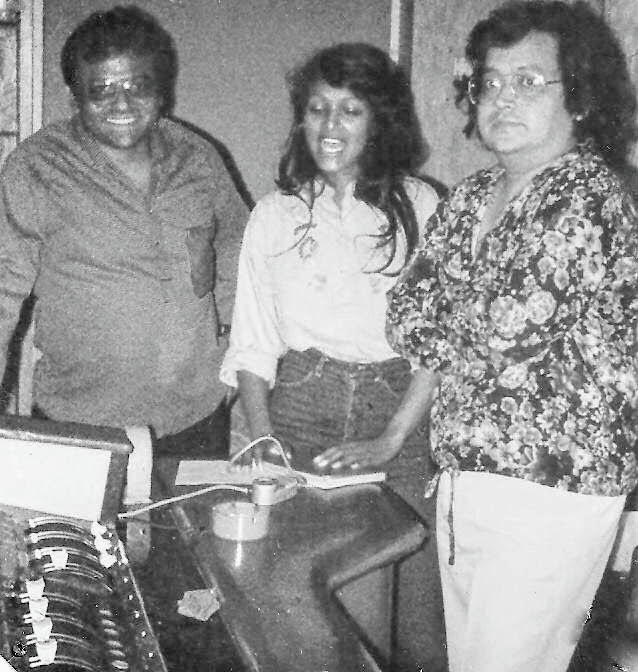
Babbar Subhash Bappi Lahiri et Parvati Khan enregistrant "Jimmy Jimmy" pour le film en 1981.

Le film a été un succès dans le monde entier, sa popularité s'étant étendue à travers l'Asie du Sud, l'Extrême-Orient, l'Afrique, la Turquie et l'Union soviétique. Il a été l'un des plus grands succès des films indiens dans l'Union soviétique, en s'appuyant sur un public de 40 à 63 millions de téléspectateurs.
Il est surtout connu pour ses chansons, composées par Bappi Lahiri, parmi lesquelles I am a Disco Dancer, Jimmy Jimmy Jimmy Aaja et Raha Hai Yaad Aa.

## Synopsis
Anil (Mithun Chakraborty) est un artiste de rue, marqué par le souvenir de sa mère se faisant battre et emprisonné injustement par le riche Oberoi (Om Shivpuri), il se promet dès lors de retourner un jour à Bombay et de devenir un artiste célèbre, afin de se venger. 
Rebaptisé Jimmy par le gestionnaire d'un disco indien en recherche d'un nouveau talent (Om Puri), et alors qu'il commence à s'imposer dans la capitale indienne comme danseur disco; il tombe amoureux de la fille Oberoi (Kim Yashpal).
Oberoi, agacé par la popularité croissante du jeune danseur, essaye de tuer Jimmy par électrocution via sa guitare, mais tue accidentellement sa mère à la place. Jimmy, dévasté par cette tragédie, se noie dans le chagrin et se retrouve les jambes cassées par les hommes de main de Oberoi. Jimmy devra dès lors tenter de remonter la pente et surmonter sa phobie nouvelle de la guitare.

## Casting
- Mithun Chakraborty : Anil / Jimmy
- Kim Yashpal :  Rita Oberoi
- Rajesh Khanna : Master Raju, le père d'Anil
- Om Puri : David Brown
- Om Shivpuri : P.N. Oberoi
- Gita Siddharth : Radha
- Karan Razdan : Sam
- Kalpana Iyer : Nikki Brown
- Bob Christo : un homme de main russe

## Musiques du film
La chanson "Auva Auva" ressemble énormément au tube pop Video Killed the Radio Star de The Buggles. La chanson "Cerrone's Paradise" de Cerrone est utilisée quand Anil marche dans la rue en dansant et se fait repérer par David Brown. La chanson "Jimmy Aaja" est inspirée du tube "T’es OK" du groupe Ottawan
1. Goron Ki Na Kaalon Ki: Suresh Wadkar & Usha Mangeshkar
2. Auva Auva – Koi Yahaan Nache: Usha Uthup & Bappi Lahiri
3. Ae Oh Aa Zara Mudke: Kishore Kumar
4. Krishna Dharti Pe Aaja Tu: Nandu Bhende
5. I Am a Disco Dancer: Vijay Benedict
6. Jimmy Jimmy Jimmy Aaja: Parvati Khan
7. Yaad Aa Raha Hai: Bappi Lahiri

La chanteuse britannique d'origine sri lankaise M.I.A. a repris la chanson Jimmy Jimmy Jimmy Aaja sur son album Kala.